# Pilema fusca
Pilema fusca är en kackerlacksart som först beskrevs av Hermann Burmeister 1838.  Pilema fusca ingår i släktet Pilema och familjen jättekackerlackor. Inga underarter finns listade i Catalogue of Life.